# Beatrice Lorenzinová
Beatrice Lorenzinová (* 14. října 1971, Milán) je italská politička, v letech 2013–2018 nejdéle sloužící italská ministryně zdravotnictví po roce 1946. Původně spojenkyně Silvia Berlusconiho, roku 2013 přešla do Nové středopravice, kterou vedla do parlamentních voleb 2018. Od roku 2022 je senátorkou za středolevicovou Demokratickou stranu.